# Microtendipes lamprogaster
Microtendipes lamprogaster är en tvåvingeart som först beskrevs av Jean-Jacques Kieffer 1914.  Microtendipes lamprogaster ingår i släktet Microtendipes och familjen fjädermyggor. Inga underarter finns listade i Catalogue of Life.